# Tuc de Comenge
El Tuc de Comenge és una muntanya de 2.583 metres que es troba entre els municipis de Naut Aran, a la comarca de la Vall d'Aran i França.